# Alrajah One
Alrajah One, född 2016 är en italiensk varmblodig travhäst. Han tränas i USA av Åke Svanstedt och körs av Dexter Dunn. Han har tidigare tränats av Claus Hollmann och Alessandro Gocciadoro. Alrajah One började tävla i augusti 2018 och har till maj 2021 sprungit in 663 067 euro på 26 starter, varav 11 segrar, 3 andraplatser och 4 tredjeplatser. Han har tagit karriärens hittills största segrar i Derby italiano di trotto (2019), Gran Premio Continentale (2020), Gran Premio d'Europa (2020), Gran Premio Freccia d'Europa (2021), Crawford Farms Trot (2022), John Cashman Memorial (2022) och Spirit Of Massachusetts (2022).

## Karriär
Alrajah One gjorde tävlingsdebut i augusti 2018 och segrade i sina två första starter. Under debutsäsongen som tvååring tog han tre segrar på fem starter. Som treåring 2019 tog han sin första storloppsseger i september, då han segrade i Derby italiano di trotto.
Under hösten 2020 flyttades han till Alessandro Gocciadoros träning. Han gjorde sin första start i Gocciadoros regi den 27 september 2020 i Gran Premio Continentale och segrade direkt. I november 2020 segrade han i loppet Gran Premio d'Europa, och kördes då av Örjan Kihlström, då tränare Gocciadoro själv valt att köra stallkamraten Axl Rose.
Då han segrade i Gran Premio Freccia d'Europa den 8 maj 2021, ryktades det att Alrajah One skulle bli inbjuden till 2021 års upplaga av Elitloppet på Solvalla. Gocciadoro hade redan en inbjudan i Vivid Wise As.